# Gyula Forró
Gyula Forró (ur. 6 czerwca 1988 w Budapeszcie) – węgierski piłkarz grający na pozycji lewego obrońcy. Od 2014 jest zawodnikiem klubu Újpest FC.

## Kariera klubowa
Swoją karierę piłkarską Forró rozpoczął w 2002 roku w klubie Tótkomlós. W 2003 roku podjął treningi w juniorach Békéscsaba 1912 Előre SE. W latach 2005–2007 trenował w szkółce piłkarskiej MTK Budapest FC. W 2007 roku awansował do zespołu rezerw MTK. W 2008 roku został wypożyczony do klubu Soroksár SC, w którym spędził pół roku. W sezonie 2008/2009 grał w innym budapeszteńskim klubie, BKV Előre SC. W 2009 roku wrócił do MTK i do 2011 występował w jego rezerwach.
W 2011 roku Forró został piłkarzem pierwszoligowego Kecskeméti TE. Swój debiut w nim zaliczył 25 września 2011 w wygranym 1:0 domowym meczu z Ferencvárosi TC. W sezonie 2012/2013 stał się podstawowym zawodnikiem swojego klubu. Występował w nim do końca sezonu 2013/2014.
W 2014 roku Forró przeszedł do klubu Újpest FC. Latem 2014 zdobył z nim Superpuchar Węgier. W Újpescie zadebiutował 26 lipca 2014 w wygranym 1:0 wyjazdowym meczu z Szombathelyi Haladás.
| Sezon   | Klub               | Kraj  | Rozgrywki | Mecze | Bramki |
| ------- | ------------------ | ----- | --------- | ----- | ------ |
| 2007/08 | MTK Budapest FC II | Węgry | NB III    | 13    | 1      |
| 2007/08 | Soroksár SC        | Węgry | NB II     | 4     | 0      |
| 2008/09 | BKV Előre SC       | Węgry | NB II     | 26    | 1      |
| 2009/10 | MTK Budapest FC II | Węgry | NB II     | 17    | 1      |
| 2010/11 | MTK Budapest FC II | Węgry | NB II     | 22    | 1      |
| 2011/12 | Kecskeméti TE      | Węgry | NB I      | 7     | 0      |
| 2012/13 | Kecskeméti TE      | Węgry | NB I      | 26    | 1      |
| 2013/14 | Kecskeméti TE      | Węgry | NB I      | 26    | 2      |
| 2014/15 | Újpest FC          | Węgry | NB I      | 29    | 0      |
| 2015/16 | Újpest FC          | Węgry | NB I      |       |        |

## Kariera reprezentacyjna
W dorosłej reprezentacji Węgier Forró zadebiutował 14 listopada 2014 w wygranym 1:0 meczu eliminacji do Euro 2016 z Finlandią, rozegranym w Budapeszcie.